# Cathédrale Saint-Antonin de Pamiers
Cette  cathédrale n’est pas la seule cathédrale Saint-Antonin.
La cathédrale Saint-Antonin est une cathédrale de l’Église catholique romaine située à Pamiers, dans le département français de l’Ariège. Elle est le siège du diocèse de Pamiers, Couserans et Mirepoix.
Originellement dédiée à saint Jean Baptiste et saint Jean l'Évangéliste, l'église fut appelée Sainte-Marie du Mercadal (c'est-à-dire « du marché ») en 1384, avant d'être élevée au rang de cathédrale en 1499. L'édifice est aujourd'hui dédié à saint Antonin.
Ce monument fait l’objet d’un classement au titre des monuments historiques depuis le 9 août 1906.
L'édifice est propriété de l'Etat depuis la révolution française. La DRAC en est le gestionnaire et l'architecte des bâtiments de France, le conservateur.

## L'édifice

### Architecture générale
L'édifice est en brique toulousaine, matériau typique de la région.
L'église d'origine, remontant au XIIe siècle, ne subsiste que par une partie du portail. En effet les guerres de Religion, durant le XVIe siècle, causèrent de lourds dégâts dans la ville, ne laissant debout que le clocher qui pouvait être utilisé comme tour de guet. La nef, reconstruite, ne fut totalement achevée qu'en 1689. Il est de tradition d'attribuer le plan de cette nouvelle église à François Mansart, ce qui est plausible compte tenu du style très sobre de l'ensemble. D'autres l'attribuent au neveu de cet architecte, Jules Hardouin-Mansart (1645-1708), dont on sait qu'il travailla sous la direction de son oncle.
Cette cathédrale est à nef unique de quatre travées, les chapelles venant s'insérer entre les contreforts.

### Leportail

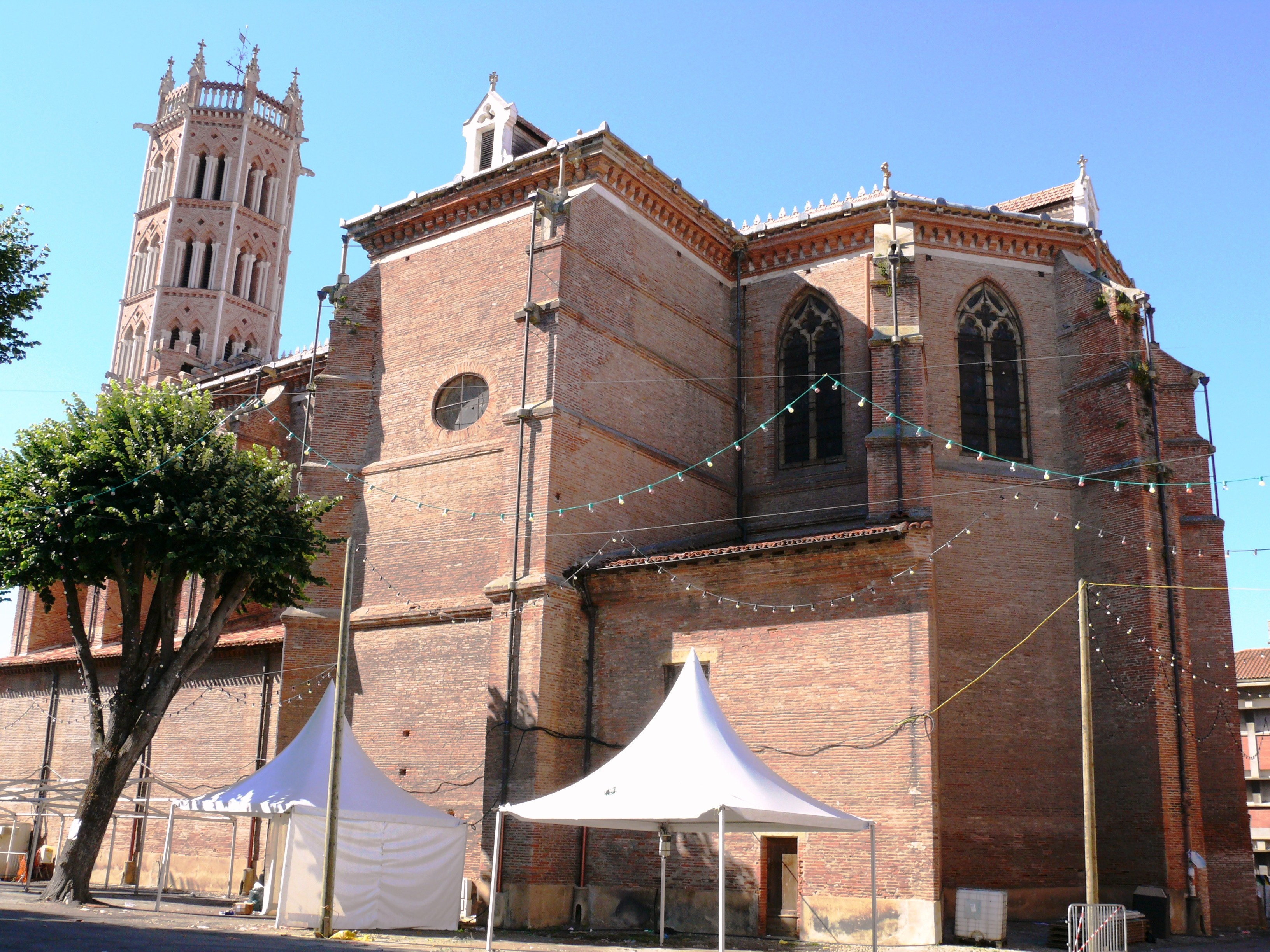
Vue du chevet.

Seul vestige de l'église d'origine, une partie du portail datant du XIIe siècle est de style roman. On peut y voir des chapiteaux historiés de la même époque. Bien qu'aujourd'hui endommagés par le temps, ces chapiteaux laissent deviner, de gauche à droite :
- Le martyre de saint Jean Baptiste
- Adam et Ève
- Caïn et Abel
- Daniel dans la fosse aux lions
- Le martyre de saint Jean l'Évangéliste
- Samson luttant contre le lion

Sous la croix du portail, on peut voir une pierre sculptée du XIIe représentant le martyre de saint Jean.
Le reste du portail, de style gothique, date du XIVe siècle.
Une clef de voûte représente la barque de Saint Antonin voguant de Pamiers à Saint-Antonin-Noble-Val.

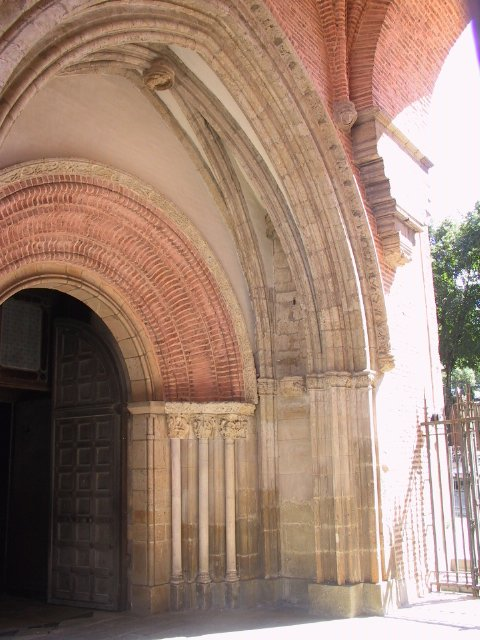
Le portail du XIIe siècle est couvert par la partie du XIVe siècle, gothique.
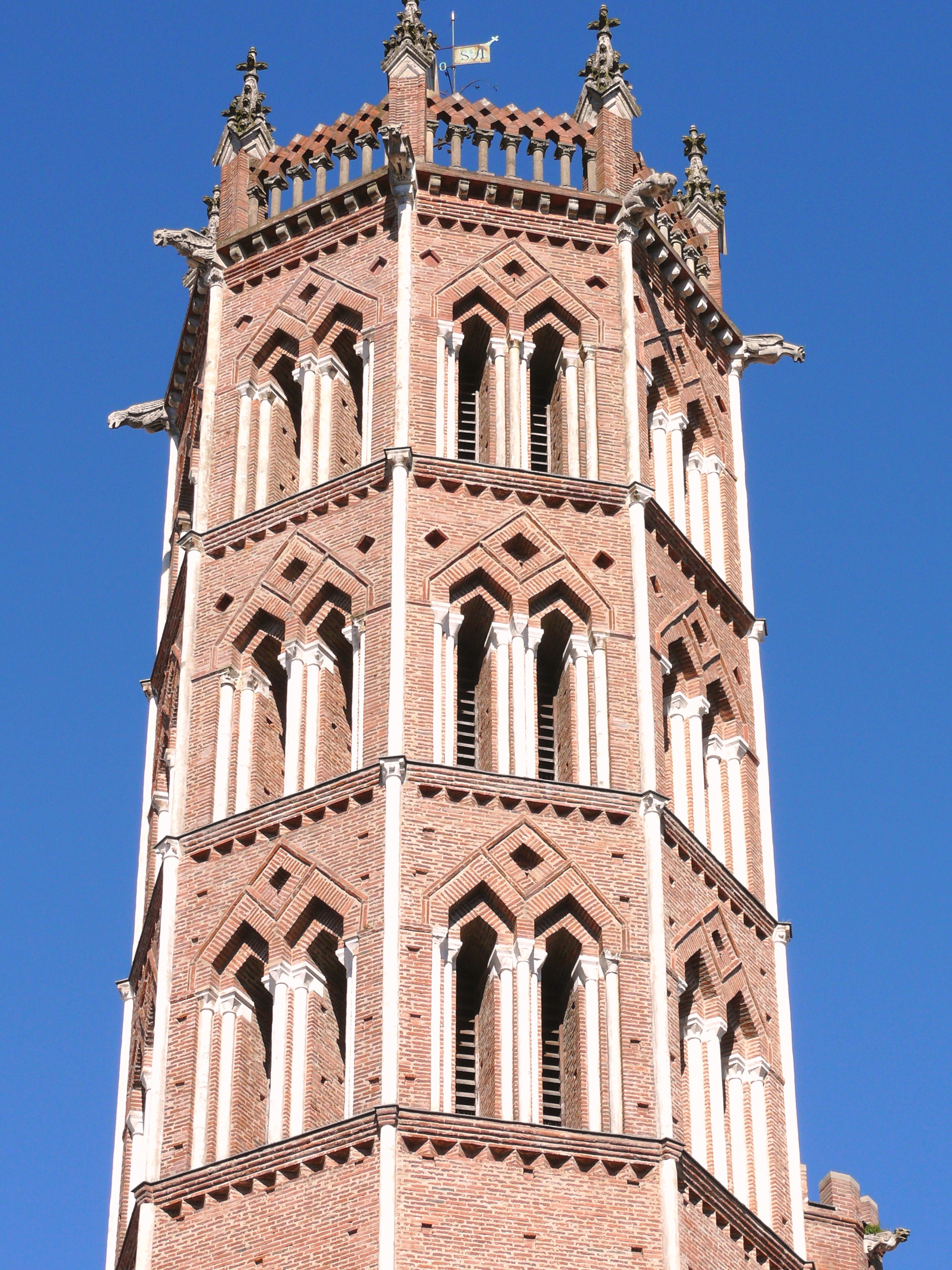
Le clocher.

### Le clocher
Le clocher de style gothique toulousain s'inspire fortement de celui des Jacobins de Toulouse : imposante et briquetée, la tour octogonale est éclairée à chaque étage de fenêtres géminées terminées par un arc en mitre. Elle remonte au XIVe siècle. On pourra remarquer les créneaux et les meurtrières, témoignant du passé houleux de la ville.
Ce clocher a été couronné au XIXe siècle par une galerie identique à celle des Jacobins. Œuvre de l'architecte diocésain Ferdinand De Coma (1814-1883), elle permet d'alléger cette tour qui pouvait paraître un peu massive.

## Inventaire du mobilier
La majeure partie du mobilier d'origine a disparu lors de la Révolution française.

### En entrant
- À gauche : statue de la Vierge Marie datée de 1861
- À droite : statue de saint Joseph, bénitier en marbre noir des Pyrénées. Tombe de François de Caulet, sur laquelle est représenté l'ancien château de Pamiers, aujourd'hui rasé.

### Chapelles
(La liste des chapelles est donnée de gauche à droite)

#### Chapelle Saint-Joseph
- Peintures par Baduel : La Sainte Famille et la mort de Joseph (1886)

#### Chapelle de la Sainte-Épine
- Peinture de Lazerges : Ecce Homo (1833)

#### Chapelle Saint-Jean-Baptiste
- Un bas relief en bois doré et polychrome datant du XVIIIe siècle représentant le martyre de saint André.
- Deux peintures : Fiançailles de Marie et Joseph et Résurrection fille de Jaïre

#### Chapelle duSacré-Cœur
- Représentation du martyre de saint Sébastien et saint Antonin

#### Chapelle de la Sainte-Vierge
- Saint Sacrement
- Trois fresques de Bénézet sur la vie de Marie

#### Chapelle Saint-Pierre
- On peut admirer une petite statue en bois polychrome du XVIe siècle (représentant sainte Marie-Madeleine) ou peut-être la Vierge Marie.

### Transept
Les boiseries du transept datent de 1753

#### Transept nord
(à gauche en entrant)
- Peinture de Marzocchi : saint Lizier (1851)
- Deux toiles de André Jean (dit Frère André) datant du début du XVIIIe siècle : Adoration des mages, actuellement en restauration et Jésus chasse les vendeurs du Temple

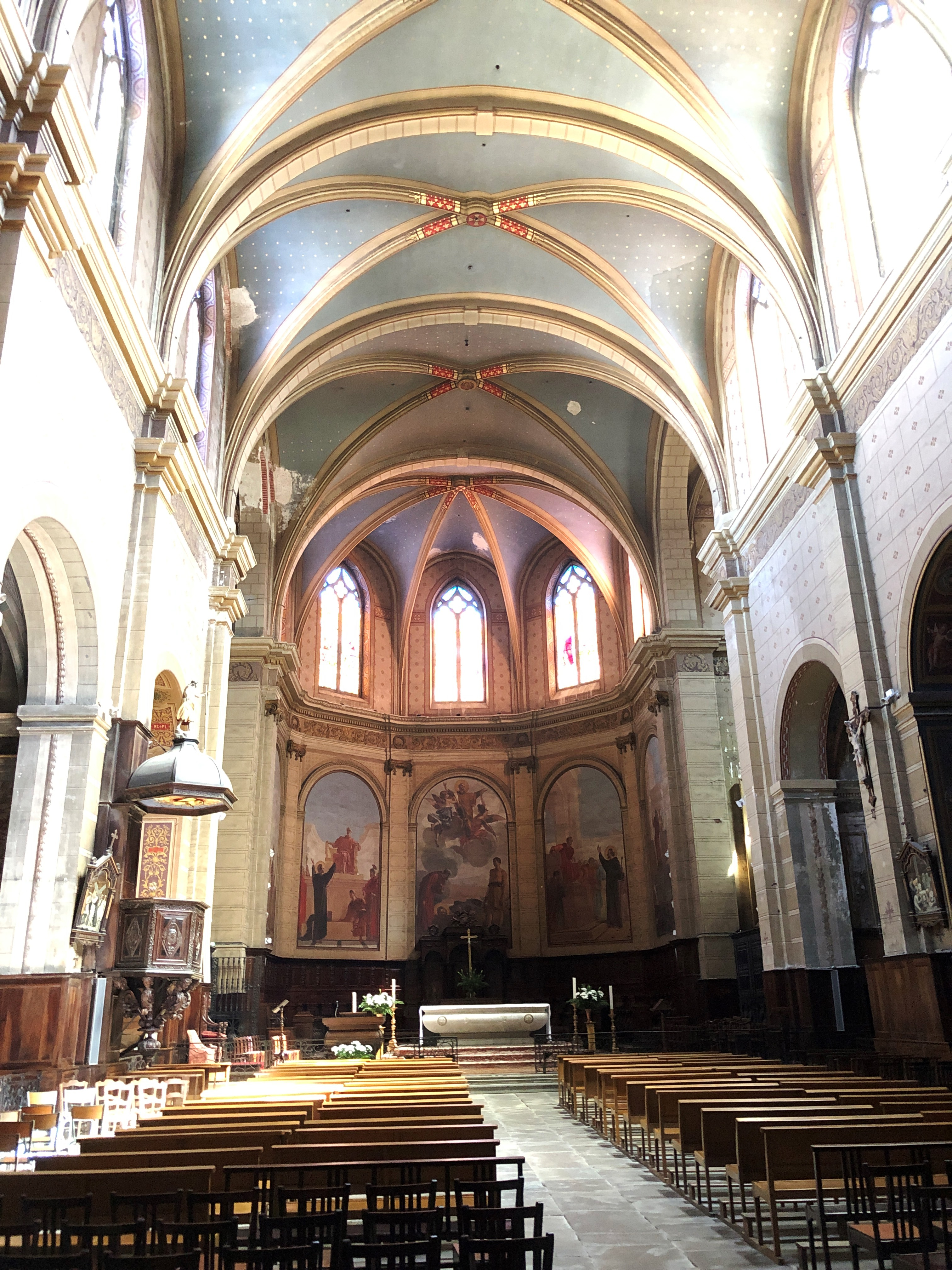
La nef et le chœur.

- Grilles en fer forgé de 1835

#### Transept sud
(À droite en entrant)
- Peinture de Lazerges : saint Antonin (1847). On notera la représentation de la ville de Pamiers en arrière-plan.
- Deux peintures de frère André (début XVIIIe siècle) : Nativité de Jésus et saint Louis reçoit la couronne d'épines du Christ.

### Chœur
- Abside pentagonale
- Maître-autel en marbre datant de 1844
- Cinq tableaux marouflés de Bénézet sur la vie de saint Antonin, datant de 1885.
- Le dallage de marbre date de 1857
- Les vitraux historiés remontent à 1862

## L'orgue

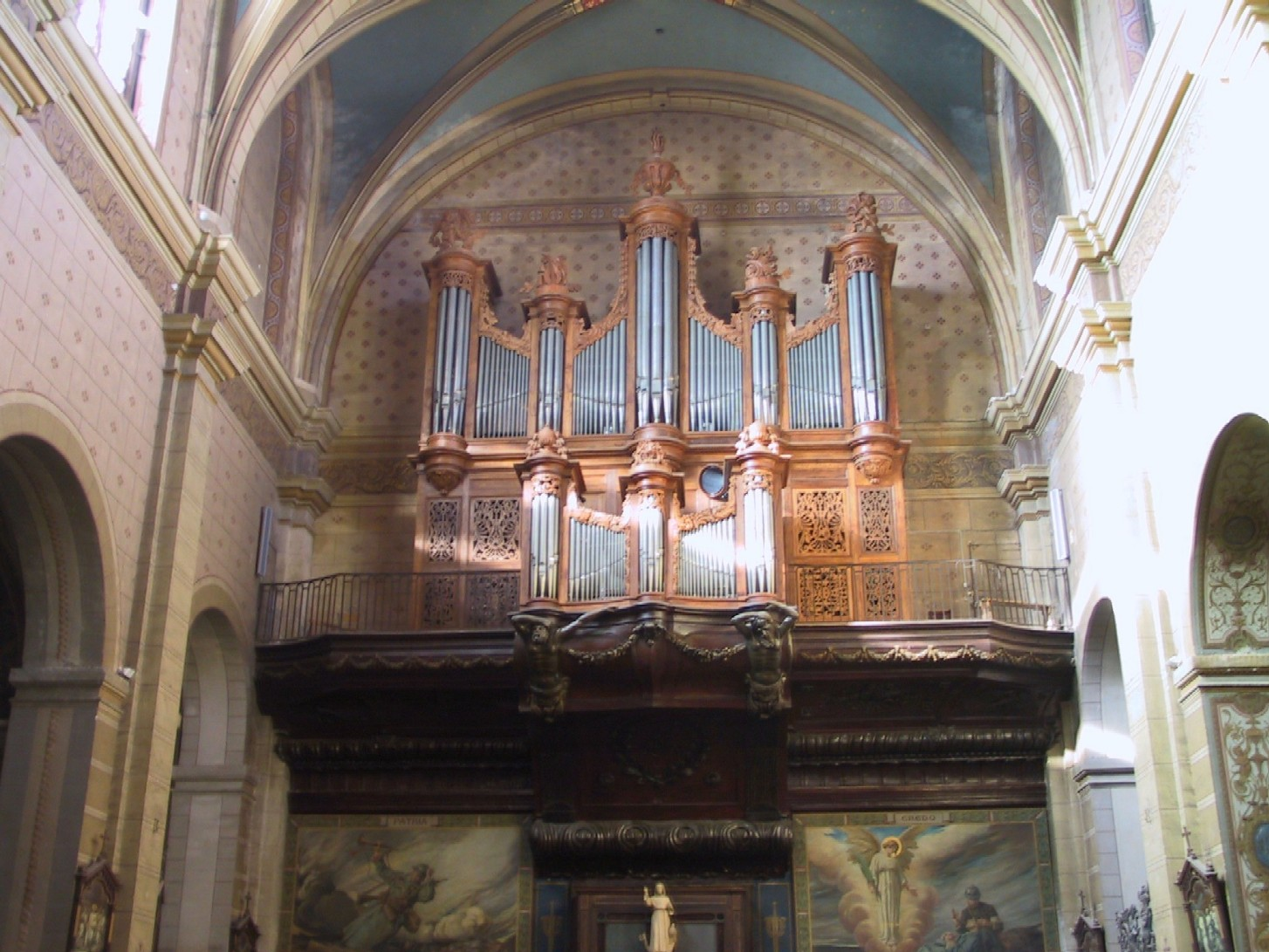
Orgue de la cathédrale de Pamiers.

La cathédrale abrite un orgue, dont le buffet date du XVIIIe siècle, provenant de la basilique de la Daurade de Toulouse en 1776. La partie instrumentale a été construite par les facteurs Robert Chauvin et Claude Armand (l'orgue précédent, aujourd'hui disparu, était dû au facteur belge Annesseens) dans l'esprit d'un instrument français du XVIIIe siècle, tout en permettant de jouer les auteurs allemands de la même période. Cet orgue fut inauguré le 22 novembre 1992.
L'instrument possède 38 jeux sur 4 claviers manuels et un pédalier. La transmission est mécanique.

### Composition
| Positif de dos 54 notes |
| Montre 8'               |
| Bourdon 8'              |
| Prestant 4'             |
| Flûte 4'                |
| Nazard 2 2/3'           |
| Doublette 2'            |
| Tierce 1 3/5'           |
| Larigot 1 1/3'          |
| Plein Jeu V             |
| Trompette 8'            |
| Cromorne 8'             |

| Grand-Orgue 54 notes |
| Montre 16'           |
| Montre 8'            |
| Dessus de flûte 8'   |
| Bourdon 8'           |
| Prestant 4'          |
| Grande Tierce 3 1/5' |
| Nazard 2 2/3'        |
| Quarte 2'            |
| Tierce 1 3/5'        |
| Fourniture V         |
| Cymbale IV           |
| Cornet V             |
| Trompette 8'         |
| Clairon 4'           |
| Voix humaine 8'      |

| Récit 30 notes |
| Cornet V       |
| Hautbois 8'    |

| Echo 42 notes |
| Bourdon 8'    |
| Flûte 4'      |
| Cornet III    |
| Trompette 8'  |

| Pédale 30 notes |
| Bourdon 16'     |
| Flûte 8'        |
| Flûte 4'        |
| Bombarde 16'    |
| Trompette 8'    |
| Clairon 4'      |

Sous l'orgue, deux toiles de Raynold évoquant la Première Guerre mondiale.

## Le carillon
En 1863, la cathédrale se dote d'un carillon, composé de l'ancien bourdon de 1849 (en fait une refonte d'un bourdon de 1683), de trois cloches Louison de 1841, 1842 et 1845, et d'une série de cloches du même fondeur datant de 1863. En 1899, douze cloches Bollée d'Orléans prennent place avec les autres, formant ainsi un carillon de vingt-deux cloches.
On installe en 1989 un nouveau carillon de vingt-six cloches du fondeur Paccard et on installe quelques-unes des anciennes cloches en l'église Notre-Dame du Camp.
Depuis 1995, après l'arrivée de vingt-trois autres cloches du même fondeur, le carillon se compose de quarante-neuf cloches, avec un poids total de 4 150 kg.
C'est ainsi que par son importance, et surtout par sa justesse, cet ensemble peut être classé parmi les plus beaux carillons des pays d'Oc.

## Liste des évêques enterrés en la cathédrale
Sauf mention contraire, les évêques sont enterrés sous le chœur.
- Bertrand de Barrau (1579-1605) : ses restes furent dispersés en 1621 (période trouble des guerres de Religion)
- François de Caulet (1644-1680) : enterré à côté du bénitier, il souhaitait être foulé par les fidèles.
- Jean-Baptiste de Verthamon (1693-1735)
- Henri-Gaston de Lévis-Léran (1741-1787)
- Charles-François de Latour-Landorthe (1823-1835)
- Gervais-Joseph Ortric (1835-1845)
- Jean-François-Augustin Galtier (1856-1858)
- Jean-Antoine Belaval (1858-1881)
- Pierre-Eugène Rougerie (1881-1907)
- Henri Lugagne-Delpon (1968-1970)